# 卢一先
卢一先（1970年7月—），男，汉族，广东陆丰人，中华人民共和国政治人物。1992年7月参加工作，1988年6月加入中国共产党，华南理工大学公共管理学院行政管理专业在职管理学硕士。现任中共阳江市委书记。

## 简历
曾任中共广州市委办公厅副主任、广州市委政策研究室主任、广州市委副秘书长。2011年7月，任中共广州市番禺区委书记、区人大常委会主任。2016年1月，任中共广州市委常委、统战部部长。2020年7月，任中共广州市委常委、南沙区委书记，广州南沙开发区管委会主任。
2023年8月，任中共阳江市委书记。